# Rodjenice
Rodjenice ou Rodjenisse, entre os eslavos, é uma divindade associada ao nascimento e o destino. Em eslavo antigo, Rozdanica designava a patrona de mulheres grávidas, um termo que sobreviveu entre os búlgaros nos montes Ródope para designar mulheres em parto. Entre os eslovenos, Rodjenice / Rodjenisse designa as mulheres do destino. Pelo século XV, os russos cultuavam "divindades genitilícias" (numina genitilicia).